# 高溪河
高溪河，位于中国广东省广州市花都区及白云区，是流溪河的支流。老山水发源于花东镇元岗，经联安、高溪、山下至人和镇汇入流溪河。干流长12公里，集水面积28.5平方公里。